# The Voice Kids Hrvatska
The Voice Kids Hrvatska je hrvatska natjecateljska glazbena emisija, temeljena na The Voice Hrvatska, po izvornoj inačici The Voice of Hollanda koju je osmislio nizozemski medijski tajkun John de Mol. Nakon uspjeha potonje, Mol je načinio inačicu za djecu od šest do četrnaest godina u prvoj sezoni, kasnije od osam do četrnaest. 
Premijerno prikazivanje najavljeno za 21. prosinca 2024., a odgođeno je na 28. prosinca 2024. zbog tragedije u zagrebačkoj školi u Prečkom koja se dogodila dan ranije. Posljednja, deveta epizoda, emitirana je uživo 15. veljače 2025. godine.
Pobjednik prve sezone je Marino Vrgoč.

## Osnova
Osnova je formata odabir „najljepšega dječjeg glasa”. Kandidati s glasovnim talentom sudjeluju u predizboru, a najuspješniji među njima nastupaju na audiciji koju vodi četvero mentora.
Prva sezona (2024./2025.): 5 emisija audicija, 2 emisije troboja, 1 emisija polufinala,1 emisija uživo = ukupno 9 emisija

## Predizbor
Na The Voice Kids može se prijaviti svaka maloljetna osoba od 8 do 14 godina uz zakonskog zastupnika, koja želi pokazati svoj pjevački talent. Dovoljno je ispuniti obrazac i pojaviti se na prednatjecanju. Svaki kandidat mora pristupiti prvomu predizboru i otpjevati jednu pjesmu: nakon nastupa dobiva i mišljenje žirija. Nakon što su svi prijavljeni kandidati pristupili predizboru, žiri donosi rezultate. Svaki kandidat koji želi otići u prvi krug natjecanja mora proći dva predizbora.

## Pregled sezona
| Sezona | Emisije | Premijera           | Finale             | Voditelj(i)               | Mentori             | Mentori             | Mentori             | Mentori             | Kandidati | Prvoplasirani |
| ------ | ------- | ------------------- | ------------------ | ------------------------- | ------------------- | ------------------- | ------------------- | ------------------- | --------- | ------------- |
| 1.     | 9       | 28. prosinca 2024.  | 15. veljače 2025.  | Iva Šulentić Ivan Vukušić | Davor Gobac         | Vanna               | Mia Dimšić          | Marko Tolja         | 81        | Marino Vrgoč  |
| 2.     | 9       | 22. studenoga 2025. | 18. siječnja 2026. | Još nije najavljeno       | Još nije najavljeno | Još nije najavljeno | Još nije najavljeno | Još nije najavljeno | –         | –             |

### Prva sezona (2024./2025.)
Prijave za prvu sezonu bile su otvorene od 10. svibnja 2024. do 11. lipnja 2024.
Planirani početak prikazan prvotno je bio zakazan je za 21. prosinca 2024., ali zbog tragedije u OŠ Prečko u Zagrebu, početak je odgođen tjedan dana, za 28. prosinca 2024. Posljednja, deveta epizoda, emitirana je uživo 15. veljače 2025. godine.
Pobjednik prve sezone je Marino Vrgoč.

## Vanjske poveznice
- The Voice Kids Hrvatska službena stranica
- Službena stranica na Facebooku
- Službena stranica na Instagramu
- The Voice Kids Hrvatska (kanal) na YouTubeu